# 風の谷のナウシカの登場人物
風の谷のナウシカの登場人物（かぜのたにのナウシカのとうじょうじんぶつ）では、宮崎駿の漫画『風の谷のナウシカ』、および、これを原作とするアニメーション映画やゲーム作品に登場する架空の人物について説明する。

## はじめに
主に原作版（漫画版）の設定を記述し、映画版の設定についても併記する。原作漫画のみに登場する場合は「原」、映画版のみに登場する場合は「映」と表記する。
英語名は特定できるキャラクターに限って表記する（英: と表示する）。英語名は日本語名の対訳名ではなく、あくまで英語版における当該キャラクター名を示している。ラステルのように複数の綴りがある例もある。

## 風の谷
主人公ナウシカの故郷である小国「風の谷」（辺境諸国）の住人と出身者。
ナウシカ（英: Nausicaä）
声 - 島本須美
本作の主人公。16歳。風の谷の族長ジルの末娘で、母や10人の兄姉達は腐海の毒による病気で亡くなっている。父には深く愛されていたが母からは愛情を受けずに育った。谷の子供からは「姫姉様」、大人からは「姫様」と呼ばれ、苗字はなく「風の谷の （ジルの子（原）） ナウシカ」と名乗っている。原作では他国の人から「魔女」、「女神」、「白い翼の使徒」、「鳥の人」等と様々な呼称で呼ばれる。
丈の長い平服 （丈の長い女服）に宝石のついた帽子状の冠を被る。原作では腐海を貫くタリア川の高価な石でできた母の形見 のイヤリングを着用（原作第2巻表紙では緑色）。映画では母の形見かは不明だが原作第6巻表紙と同じ赤いイヤリングを着用。原作では出陣時は丈の短い腐海装束の上着の下に王蟲 （オーム)）の甲皮の胴ヨロイ、袖の下に同じ材料の手甲 （てこう） 、飛行帽の上に同じ材料と思われる額当て （風の谷の紋章のレリーフ付き ）を着用 （原作第1巻表紙では上着と飛行帽は映画同様の水色）。また原作ででユパ、蟲 (むし) 使いが美しい、ナムリスがミラルパの力でナウシカの顔を見て可愛いと発言している。
愛と優しさで子供達や人々を惹きつけ、強いリーダーシップで人々を導くカリスマ性を持つ少女。辺境（原作でエフタルだった国）にだけいる「風使い」として大気の流れを読み、凧（メーヴェ）を自在に乗りこなす。「腐海一の剣士」と評されるユパ・ミラルダに師事。身体能力に優れており、飛行機の大きな残骸を持ち上げる腕力がある（原作ではトルメキアの装甲兵（親衛隊）や土鬼（ドルク）の僧兵を一騎討ちで倒す程の剣術の腕前を持つ。原作ではトリウマのカイに乗る。キツネリスのテトを連れている。
彼女からすれば腐海の生き物も等しく愛しい存在である。（映画では父達の病気の治療法を探すため） 密かに腐海の植物を城の地下で育て、植物が毒を出すのは腐海外の土と水の表層の毒を吸っていることが原因と気づいている。生き物の心を理解し、（ペジテのガンシップ （小型戦闘機)）に乗るアスベル等の）イメージを人に見せる能力がある。原作ではテレパシー（念話）能力や念動の力も持ち幽体離脱もできる。
原作では、病床の父ジルに代わり風の谷の代表となりクシャナ率いる艦隊の作戦に城オジ達と共に従軍し土鬼へ行く。僧侶の話す神聖語を除く、挨拶程度の土鬼語は話すことができる。敵対する土鬼の人々とも手を取り世界の秘密に迫っていく。母性的な性格で、覚醒した巨神兵をいさめる為に「オーマ」と名付け息子とした。土鬼の聖都シュワの墓所の中にいる墓所の主から世界再生のシナリオを知らされるが、協力を拒み、汚れた大地に生きてゆく決意を示す。墓所の崩壊時、アスベル、蟲使い、ヴ王と共に浮揚装置で脱出。最後は土鬼で暮らし、チククの成人後、風の谷に戻ったとも、やがて森の人の元へ去ったとも伝えられる。
映画では風の谷を攻撃したクシャナ率いる艦隊の捕虜として城オジ達と共にペジテに連行される。中盤の腐海上空で後述のアスベルの項の出来事の後、腐海の中で翅蟲（はむし）からアスベルをメーヴェで救出。気絶し墜落するが腐海からアスベルと共に脱出する。ラステルが乗せられたトルメキアの大型船（超大型輸送機）が谷に墜落後、谷の大人達と共にラステル達の墓を谷の入り口が見下ろせる丘の上の林に作る。ペジテ市民が谷に移住し、大人達と共に井戸を作った後、植林をした子供達にエンジンのないメーヴェに似た凧の乗り方を教える。その後、旅立つユパとアスベルをメーヴェに乗って見送る。
作中では強調されていないが胸が大きいという設定である。監督の宮崎駿はロマンアルバム『風の谷のナウシカ』のインタビュー内で「城オジやお婆さんたちなど、死んでいく人をその胸の上で抱きとめてあげるために大きい」と語っている。
『ルパン三世』のテレビアニメ第2シリーズ第155話（最終話）には、ナウシカに酷似したキャラクター「小山田真希」が登場しており、声も同じ声優が演じている。

ジル（英: Jihl, King Jihl）
声 - 辻村真人
風の谷の族長（王）でナウシカの父。50歳。谷の民から「ジル様」と呼ばれる。妻とナウシカ以外の10人の子に先立たれている。かつては風使いとして名を馳せたが現在は腐海の毒に侵され床に伏せている。原作ではナウシカが男だったら良かったと話し、ナウシカに谷の行く末を託して病死するが、映画では谷に侵攻したトルメキアのコマンドによって銃殺される（その後、部屋の中のコマンドは全員、映画にしか出てこない風使いの杖でナウシカにより殴り殺された） 。
宝石が一つ付いた飛行帽状の冠を被る。

ユパ・ミラルダ（英: Yupa）
声 - 納谷悟朗
ジルの旧友でナウシカの師。45歳。腐海一と称される剣豪ながら争いや殺生を好まない人格者で、風の谷ではジルやナウシカと並ぶ尊敬を受ける等、人望も厚い。腐海の謎を解くため、トリウマのカイに乗り、荷物を載せたクイを連れて旅を続けており、各国の文化や歴史、自然科学、原作では神聖語を除く土鬼語の深い知識もある教養人。映画の大ババの台詞によると、彼が旅をしている理由はもう一つあり、定めにより風の谷の伝説の「青き衣の者」を探すためだという。
風の谷に久々に帰還する途中（ナウシカの発言によると1年半ぶり） 、翅蟲にさらわれたキツネリスを人間の子供と見間違え救助の為に発砲、それに怒った王蟲に追われていた所をナウシカに助け出された。原作では若い頃、一度だけ腐海の底に迷い込み、その地の無毒の砂を持ち帰り、ナウシカの出陣後にジルに見せている（腐海の底で砂を見た時、前に彼に見せてもらった砂と同じだとナウシカが気づく） 。原作でナウシカが出陣すると腐海に旅立ち、アスベルらと会い行動を共にし、また城オジと再会し、ナウシカを追って土鬼に行った。ナウシカにカイを譲った後、クイに乗る。アスベルらと共に古い小さな外国の飛行船に乗り、アスベルに別の用事があった時は彼が操縦をしたが、風で船が揺れアスベルが舵を代わると言った時、ユパが船は苦手だと言っている。
映画のエンディングでは、ナウシカに見送られながら今まで行ったことがない腐海の底に、アスベルと共に向かっている。
原作では（上着の袖とも言える）手袋の下に王蟲の甲皮でできた手甲をつけており、。硬貨を持たない代わりにタリア川の石を使う。
漫画では、土鬼で起きた大海嘯（だいかいしょう）（過去に起きたものは下記の大ババの項を参照） の後、トルメキアと土鬼の生き残り同士の争いを止める為に仲介に入り、トルメキアへの復讐に燃える土鬼の女性が船内で放った手投げ弾から、人々を守る為左腕を失う。外に出た後に土鬼兵達の刃からクシャナを庇って壮絶な最期を遂げ、命を以て両者和解のきっかけを作る。チククの発言によると、遠くにいるナウシカは超常の力で彼の死を知り、チククに念話で土鬼で埋葬して欲しいと伝えたという。

城オジ（しろおじ）
腐海の毒に侵され病気にかかったことによる四肢硬化で、農作業ができなくなり城で働いている年配の男性達。ミトを除いてゴル以下の4人は見た目も言動もくたびれた爺さんのそれ。ミト以外の城オジは原作では固有名称がない。なお原作には「城ババ」と呼ばれる固有名称のない年配の女性達もおり（城オジ同様に腐海の毒による病気で農作業ができなくなっていると思われる）、城で家事をしたり、薬草で赤子用の薬 （ユパから薬草を渡される）を作ったり、出陣前のナウシカの髪を切ったり、王蟲の甲皮の小札（こざね）に1枚ずつ敵の弾から守るまじないをかけて胴ヨロイを作り、手甲と共にナウシカに着せたりした。

ミト（英: Mito）
声 - 永井一郎
右眼に眼帯をした厳つい風貌の男。40歳。城オジのリーダー格で、ナウシカの忠臣。漫画はギックリ、ニガ、ムズ、ゴルと共にナウシカの初陣に同行している。ナウシカが前席に乗るガンシップの後席に乗り、腐海上空での下記のアスベルの項の出来事の後、腐海の奥でメーヴェに乗るナウシカと別れた。そしてガンシップの前席に乗り酸の湖岸のクシャナ軍の宿営地に行った（この後もアスベルがガンシップの前席に乗る時以外はミトが前席に乗る）。その後ガンシップでナウシカを探しにニガと思われる男性と襲撃地点に行く途中で再会、土鬼軍の罠による酸の湖岸のクシャナ軍の壊滅後、クシャナ達と共に土鬼に向かうナウシカと酸の湖岸でまた別れ、風の谷に帰った。その後ジルの遺言でガンシップでユパを探してニガと思われる男性と腐海へ行き、再会後に聖都シュワに1人で向かったナウシカを追った。墓所の上にガンシップで不時着後、墓所の中に入ったアスベルを見送る。墓所が負った傷にガンシップの主砲弾を入れて起爆させ、その回復を妨害。その後、墓所の崩壊時土鬼の飛行ガメ（小型浮揚装置）でクロトワに救助された。原作では神聖語を除く片言の土鬼語を話せるものの上手くは無く、ムズと思われる男性からは「毛長牛が唸っているのかと思った」と言われている。映画は人質として、ギックリ、ニガ、ムズ、ゴルと共にナウシカに同行する。腐海上空での下記のアスベルの項の出来事の後、ナウシカが前席に乗るガンシップの後席に乗り（クシャナはナウシカの足元に座る）、燃えるトルメキアのバカガラス（大型輸送機）から脱出、腐海の中でメーヴェに乗るナウシカと別れた。そしてガンシップの前席に乗り（クシャナは捕虜としてバージに乗せた模様）、風の谷に帰った（この後も彼がガンシップの前席に乗る）。その後ガンシップでユパと共にナウシカを探しに襲撃地点に行く途中で再会、遭遇したブリッグに乗り移ったユパと別れた。風の谷に帰る途中でメーヴェに乗るナウシカと別れ、谷に帰り皆に王蟲の群が谷に向かっている事を知らせた。漫画では残された寿命の長くない事を示唆する場面があるが、映画はミトではなくゴルがそのような境遇に立たされている。

ゴル（映、英: Goru, Gol）
声 - 宮内幸平
漫画ではギックリ、ニガ、ムズと共にバージ（小型貨物グライダー）に乗り、ナウシカの初陣に同行する。酸の湖岸でナウシカと別れ風の谷に帰った。上述のミトの項の通り、漫画と違って映画では寿命が残り少ないとのこと。映画では人質として、ギックリ、ニガ、ムズ、ミトと共にナウシカに同行、上述のミトと同じく腐海の中でナウシカと別れ風の谷へ帰還し、クシャナを谷と腐海の間の酸の湖岸の廃船に監禁し（後に彼女は隠し武器で脱出）、ミトとムズを除く3人でトルメキア軍の自走砲（戦車）を奪い反乱を起こす。映画は城の2つの巨塔の手前に、風見の小塔（頂上にナウシカのメーヴェがあり、メーヴェの発射装置もある）があり、この塔からナウシカがメーヴェで飛び立つ時「ゴル、（メーヴェを）上げて」と言い、彼に前述の発射装置を操作させた。この塔で、彼は風向きや風力を見る風見 (彼は風使いではない為、原作のナウシカや下記のテパのように、風を目で見る事はできない様子) の仕事をしている。城の見張りもしていると思われる。原作の城の塔の側面にも風見の小塔があり、頂上にはエンジンのないメーヴェに似たワイヤー付きの凧の発射装置がある。原作の風見の塔に彼と思われる風見の男性がいて見張りもしている。一度だけ腐海から帰って来たナウシカが、この塔のそばを城に向かって走りながら彼に「風見のじい、見張りを固めて」と言った。テパが前述の凧で飛び立つ時、彼が前述の発射装置を操作している様子。下記のテパの項にある土鬼の飛行船の墜落後、風見の男性と思われる男性が、土鬼のナレ族の僧正に神聖語ではない土鬼語で話しかけた（ちなみに僧正は片言のエフタル語（原作の辺境諸国の言葉）で返事をした）。
ギックリ（映、英: Gikkuri）
声 - 八奈見乗児
漫画ではゴル、ニガ、ムズ、ミトと共に、ナウシカの初陣に同行していると思われる。バージに乗る。上述のミトと同じく酸の湖岸でナウシカと別れ風の谷に帰った。映画は人質として、ゴル、ニガ、ムズ、ミトと共にナウシカに同行する。バージに乗る。上述のミトと同じく腐海の中でナウシカと別れ風の谷に帰った。映画の城オジの中で一番長身で、腰痛持ち。自走砲にも乗った。
ニガ（英: Niga）
声 - 矢田稔
漫画ではゴル、ギックリ、ムズ、ミトと共に、ナウシカの初陣に同行していると思われる。恐らくバージの操縦をした。腐海の襲撃地点へガンシップでナウシカを探しに行った時にニガと思われる男性がミトに同行した。上述のミトと同じく酸の湖岸でナウシカと別れ風の谷に帰った。土鬼へガンシップでナウシカを探しに行った時にもニガと思われる男性がミトに同行した。映画は人質として、ゴル、ギックリ、ムズ、ミトと共にナウシカに同行する。上述のミトと同じく腐海の中でナウシカと別れ風の谷に帰った。映画でバージの操縦をした。自走砲も操縦した。
ムズ（英: Muzu）
声 - 無し
漫画ではゴル、ギックリ、ニガ、ミトと共に、ナウシカの初陣に同行していると思われる。バージに乗る。上述のミトと同じく酸の湖岸でナウシカと別れ風の谷に帰った。ジルの遺言でガンシップで腐海へユパを探しに行った時はムズと思われる男性がミトに同行した。映画は人質として、ゴル、ギックリ、ニガ、ミトと共にナウシカに同行する。バージに乗る。上述のミトと同じく腐海の中でナウシカと別れ風の谷に帰った。映画で谷の民を谷と腐海の間の酸の湖岸の廃船に誘導したが、その後は姿が見えなくなる。

大ババ（おおばば、英: Oh-Baba, Gram）
声 - 京田尚子
100歳を超える辺境一の年寄りで、名前は作中で明かされていない。漫画原作では目が見えるがほとんど立ち上がる場面がない。映画では盲目だが歩いて谷と腐海の間の酸の湖岸の廃船まで行く場面がある。原作の過去に起きた「大海嘯」（映画の過去に起きたものは王蟲の群が大きな波となって押し寄せてきたと表現した）や映画の「青き衣の者」の伝承を語る。谷一番の知恵者であり、民から敬愛を受けている。映画ではトルメキア兵やクシャナの前でも毅然とした態度を取り、腐海を焼くことの愚かさに警鐘を鳴らす等、剛毅さを持ち合わせている。ジル・ナウシカ・ユパを呼び捨てできるほど立場の高い人物。映画はジルの部屋で薬草から薬を作っている。映画は王蟲の心を感じることができる。映画では王蟲の群の暴走を止めたナウシカを伝説の青き衣の者と呼んだ。

トエト
声 - 吉田理保子
映画においては母親になったばかりの若い女性で、ユパに自分の子供の名付け親になってくれるよう頼む。映画の「風の谷」に住む一般人の中では劇中で唯一、名前が登場する人物である。原作では彼女とネカリ（原作のみ）は、成人したばかりの未婚の女性で、前述の2人にユパが、花嫁衣裳の飾りにする為に、タリア川の石をもらう場面がある。

テパ（原）
ナウシカの次の風使いとなる、ナウシカより年下の少女。映画には登場しない。ナウシカを慕っており、幼い頃に、ナウシカとメーヴェの2人乗りをしながら、風を目で見る方法を教わった。
命の危機にも動じない豪胆な面を持ち（1人の男性が「豪胆な子だ」と言い、そばにいた別の男性が「まるで姫様のようだ」と言った）、民からも大切にされる一方、彼女の成長はナウシカが谷に戻らない予兆と民を不安がらせることになった。ナウシカが出陣しジルの死亡後、嵐の夜、風に乗り飛んでくる翅蟲を見張るため、発射装置にワイヤーで繋がれエンジンのないメーヴェに似た、布と木の凧で飛行中、外国の飛行船が蟲に襲われ、風の谷近辺の砂漠に墜落したのを発見直後、凧に蟲が接触し、片方の翼がちぎれ畑に墜落しかけ、恐怖で目を閉じた時に上記のメーヴェの2人乗りを回想し、目を開けた時に初めて風を目で見た。外で小さな風車に上り作業をしながら男性達が、彼女を見守っていて、彼女が畑の上で凧を立て直し着陸したのを見て、彼女が風を目で見たことに気づき、その後1人の男性が「テパが初めて風を見た」と言い、そばにいた別の男性が「まるで姫様の再来のようだ」と言った。墜落したのは土鬼から避難してきたナレ族の船で、その後彼らは谷に移住した。彼女が大ババを含む大人達に外国の船の墜落の事を報告した時、大ババが「土鬼の船ではないかと思う」と言った。その後1人の男性が彼女に「メーヴェに乗る日も近い」と言い、そばにいた別の男性が彼女に「ジル様の (メーヴェの) エンジンでいい凧 (メーヴェ) を作ってあげるからな」と言った。

テト（英: Teto）
声 - 吉田理保子
小獣キツネリスの一個体。ナウシカにだけなついており、常に行動を共にしている。

## ペジテ市
「都市国家ペジテ」 (原作は辺境諸国) の住人・出身者。原作ではアスベルとラステルの2人だけが登場。
アスベル（英: Asbel）
声 - 松田洋治
ペジテ市の王子。ペジテ市長の息子。16歳。「ペジテのアスベル」と名乗る。映画の帽子に宝石はついていないため不明だが、原作は映画の父の市長と同様に、額部分に宝石が一つ付いた帽子状の冠を被る。映画と違い、原作ではイヤリングをつけている。
自国を滅ぼしたトルメキアへの復讐心に駆られ、ガンシップに乗り、腐海上空でクシャナの艦隊を襲撃する。しかし撃墜され、その後腐海の底でナウシカと出会い、その意思に賛同して世界を救う為にユパらと行動する。最後はケチャと一緒に土鬼で暮らすようだ。工房都市国家の王族とあって飛行機の操縦や機械整備に長けており、劇中でナウシカのメーヴェや風の谷のガンシップの応急修理を手掛けている。映画も腐海の底でメーヴェの応急修理をしている。ケチャとユパと共に乗った古い小さな外国の飛行船の操縦をした他、ミトと共に乗った風の谷のガンシップの操縦をした事もあった。妹ラステルから預かった秘石をナウシカから渡され、腐海に捨てたと告げながら隠し持ち、巨神兵の復活に際して再びナウシカに託した。墓所の上にガンシップで不時着後、ミトと別れ墓所の中に入り、墓所の崩壊時ナウシカ、蟲使い、ヴ王と共に浮揚装置で脱出した。
映画は自国を攻撃しラステルを捕虜にしたトルメキアに復讐するため、ガンシップに乗り、腐海上空でクシャナの艦隊を襲撃する。しかし撃墜され、その後腐海の中でナウシカと出会い、協力するようになる。映画は巨神兵による腐海の排除に賛同しており、ナウシカから「クシャナと同じことを言う」と指摘されても考えを変える事は無かったが、目的（ペジテと風の谷のトルメキア兵排除とトルメキア兵に奪われ谷に運ばれた巨神兵奪還）の為に自国を滅ぼし、また罪も無い人々（風の谷の民）までも殺そうとする仲間に失望し考えを改め、ペジテのブリッグに閉じ込められたナウシカの脱出を助ける。エンディングで谷に移住、両方の大人達と共に井戸を作った後、最後にナウシカに見送られながら、ユパと共に腐海の底に向かう旅に出た（絵コンテ全集にはナウシカと別れた後、腐海になりかけているペジテの廃墟の近くを通ったと記載）。
原作ではマニ族のようななまりのひどい言葉や神聖語を除く、土鬼語で会話ができ、古代文字を除く、土鬼文字が読める模様。原作で使う銃は連射できる長銃で（腐海の底で翅蟲に襲われ、メーヴェで奥に逃げる時蟲を撃ったため、ナウシカが蹴り失った) 、長剣も使い (腐海の底からメーヴェでの脱出時軽くするため置いて来た）、最後の一個と言いながら光弾を手りゅう弾のように投げる場面もあった。映画で腐海の中で使う銃は、トルメキアの突撃銃（連射できる長銃）。
原作では腐海の底で彼女がマスク等を失い気絶し着地後、彼女に自分のマスクをつけ、その後空気が清浄なのに気づきマスクを外し、彼女の顔を間近に見た時に「ラステルに似ている」と思った。
当初のプロットでは、ナウシカのお相手になるはずだったが宮崎駿が「くっつきそうだからあえて外した」との旨の発言をしている。

ラステル（英: Rastel, Lastelle）
声 - 冨永みーな
アスベルの双子の妹で、ペジテの王女。16歳。原作では「ペジテの長の娘ラステル」と名乗り、映画では「ペジテのラステル」と名乗る。宝石の付いた帽子状の冠を被り、イヤリングをつけている。
トルメキア侵攻によりペジテ市を脱出するが、女性や子供と共に乗っていたブリッグが、トルメキアの追撃をかわす為腐海に侵入し蟲を殺してしまったため、蟲に襲われ風の谷近辺の腐海の縁で墜落する。墜落した機体の残骸の下から瀕死の彼女を発見したナウシカに看取られて、息を引き取った。この時、ナウシカに兄へ渡すようにと巨神兵の秘石を託す（映画にこの場面は存在しない）。
映画は、ペジテ市を制圧したトルメキアの大型船に、捕虜として乗せられていた。大型船が一緒に積んでいた巨神兵の卵の重さに耐えられず、腐海へ侵入し蟲を殺してしまった為、蟲に襲われ風の谷周辺の海際の岩壁に激突、爆発炎上する。炎上した機体の残骸の下から瀕死の彼女を発見したナウシカに看取られ、積荷の巨神兵を燃やすよう頼んで息を引き取る。ナウシカはラステルを介抱しようと服の胸元を広げるが、その中を見て驚き、服を元に戻す。この場面はロマンアルバムでも、何があったのか分かりにくい場面と述懐されており、残酷な描写として直接描けなかったが、胸が押し潰されて助からない状態であったと説明されている。
映画のペジテの飛行ガメのパイロットの男性がナウシカを撃てと言った時、同乗していた若者がペジテの赤い服（ロマンアルバムのナウシカの解説にラステルの服と記載）を着た彼女を見て「ラステルさん」と言い、撃てなかった。絵コンテ全集等に、若者は「ラステルさんの服だ」と言ったという記述がある。

ペジテ市長（映、英: Mayor of Pejite）
声 - 寺田誠
ペジテ市の最高責任者で、族長（王）でもあり、アスベルとラステルの父でもある。固有名称がない。大国トルメキアに蹂躙された事から、その報復として蟲を利用して壊滅を図る。理性的な人物であるが、目的の為には犠牲もやむ得ないという立場をとっており、風の谷の民を作戦の巻き添えにする非情な手段を用い、ナウシカを窮地に追いやる。トルメキアに対しては憎悪の念を抱いているが、巨神兵による腐海の排除を画策する等考え方はクシャナと共通している。トルメキア兵にブリッグを襲われ、市民達と船室へ追い詰められた際には、爆薬による集団自決を試みた。エンディングで彼とその家族を含む市民全員が、谷に移住した。そして、ペジテの工房の技術と谷の風車作りの技術で風車を使った井戸を、両方の大人達（ナウシカとアスベルも含む）が協力し作った。その後両方の子供達が植林をした。
原作のアスベルと同様に、額部分に宝石が一つ付いた帽子状の冠を被る。

ラステルの母（映、英: Rastel's Mother, Lastelle's Mother）
声 - 坪井章子
ペジテ市の王妃。夫がペジテ市長であり、アスベルの母でもある。固有名称がない。ナウシカの心情を察し、風の谷の民を救うべくナウシカの救出に手を貸す。娘のラステルがトルメキアに捕らえられ死亡してはいるが、風の谷を巻き込んだ報復行為には懺悔の念を抱いている。初対面のナウシカに「母様」と慕われる程慈愛に満ちた人物。ナウシカは、彼女が母に似ていたため、「母様」と呼んだ。なお、ナウシカに「あなたは？」と問われた時に「アスベルとラステルの母です」と答えずに「ラステルの母です」と答えたのは、ナウシカがラステルを看取った人物であることをアスベルから聴き知り、その礼を兼ねて「ラステルの母です」と答えたものである。
宝石の付いた頭巾状の冠を被る。

ペジテの少女（映、英: Pejite Girl, Pejite Peasant Girl）
声 - 太田貴子
ラステルの母と共にナウシカが閉じ込められていた部屋に現れ、ナウシカ（及びラステル）と背格好が近い上に、同年代であることから、ナウシカの身代わりを買って出た少女。固有名称がない。ペジテ王族かどうかは不明。ナウシカの所へ来た時、ラステルの服（上記のラステルの項を参照）を着ていた理由は不明。映画のナウシカと同様に赤いイヤリングをつけている。他の市民達と共に船室に追い詰められるも、窓際にいた為ガンシップの接近にいち早く気づいている。

## トルメキア
トルメキア王国に属する人々。
クシャナ（英: Kushana）
声 - 榊原良子
トルメキアのヴ王の第4皇女。25歳。原作においてはもう1人の主人公と言える。容姿端麗かつ優れた武人であり、ヴ王の親衛隊である第3軍の最高指揮官として、兵から絶大な信頼と忠誠を得ている。卓越した戦術的能力と部隊全体を鼓舞するカリスマ性から、原作の土鬼軍勢からは「トルメキアの白い魔女」と呼ばれ恐れられている (この呼称の理由の一つは原作の甲冑が銀色だからだと思われる) 。思慮深く聡明だが冷徹な態度を貫き、喜怒哀楽等の個人的な感情を表に出すことは少ない。しかし母親への侮辱だけは許さず、土鬼のカボの基地での3番目の兄の発言に対して、逆上し怒りをあらわにすることもある。前述の基地で蟲の群れに襲われた際には、死を覚悟した空虚な心境ながら、部下を抱えつつ子守唄を歌う母性的な面も見せる。ナウシカからは、チククを通して「深く傷ついているが、本当は心の広い、大きな翼をもつ優しい鳥」と評される。原作では五体満足で男性を担いで運べる腕力もある。
対土鬼侵攻作戦では自ら錬成した第3軍の本隊から引き離され、親衛隊と共に巨神兵の秘石奪取と腐海の南下をヴ王に命じられる。戦乱の中、ナウシカやユパとの出会いを経て真の王道に目覚めていく。原作はユパの死の直後にチククから友達になろうと言われ、握手をしようとしていたので友人になったようだ。今際のヴ王から王位を譲られるも、最後まで即位せずに「代王」となり、後世においてトルメキア中興の祖と呼ばれるようになる。
映画では過去に蟲に襲われ身体の一部を失っており、左腕が義手になっている。この直後の「我が夫となる者はさらにおぞましき物を見るだろう」と言う台詞から、蟲に襲われた際の傷は他にもあるものと思われる。巨神兵をトルメキア本国に引き渡すことを良しとせず、その力で腐海を焼き払い、トルメキアからも離反して辺境諸国を統合し、トルメキア本国に抗しようとしていた。
戦陣を指揮する際はセラミックの鱗状の甲冑（原作第3巻表紙等は映画の装甲兵（親衛隊）同様銀色、映画は金色）に身を包んでいるが、宝石が付いた髪飾り（映画も同じ物をつけている。王族の証と思われる）とイヤリングも身に着けている。原作は前述の髪飾りの中に、映画は鎧の踵に隠し武器を仕込んでいる。原作は酸の湖岸で土鬼軍の罠により戦死した兵達への手向けとして自ら髪を切るが、映画は終始ロングヘアを編んだ髪型となっている。

ヴ王（原、英: Vai Emperor）
トルメキア国王。3皇子とクシャナの父。本作は彼が起こした戦争「トルメキア戦役」の物語でもある。首が胴体にめり込んだ樽のような肥満体の持ち主で、一人称は「朕（ちん）」。映画には登場しない。王族間の血みどろの継承争いを征し、正統な王家の血を引く王妃（クシャナの母）と結婚する事でこの地位にあった。一方で母を通じ先王の血を引くクシャナを嫌い、謀殺を図っていた。戦場では宝石が付いたセラミックの兜（王族の証と思われる）を被る。
第1皇子・第2皇子からは「暴君」、クシャナからも「玉座にしがみ付く老いぼれ」と評されているが、戦利品は全兵士に公平に分配し、巨神兵に対して戦慄を覚えつつも恐れる事なく堂々と接し、戦闘においては自ら先陣を切る等王に相応しい度量を持つ人物でもある。宮殿内で弦楽器をつま弾く場面がある。
トルメキアで腐海の毒による病気で死亡し、減少し続ける労働力を手に入れる為、また聖都シュワの科学力を手に入れる為、土鬼への侵攻作戦を皇子達に命じる。当初、戦は皇子達に任せていたが、第1、第2皇子の失態に際し、自ら軍を再編してシュワへ急襲を仕掛ける。巨神兵の介入に遭い、墓所と巨神兵が攻撃し合い、それに巻き込まれ全兵力を失うも（墓所が巨神兵を攻撃した時、彼自身は巨神兵の右手の中にいた為無事だった）、墓所の主の元へ案内され、ナウシカと共に墓所の秘密を知る。墓所の主が語った「音楽と詩を愛する穏やかな人間」を否定する言葉も口にする等、聡明な所もあり墓所の主による誘惑には徹底して応じなかった。墓所の主の断末魔の光からナウシカを庇って虫の息となり、アスベル、ナウシカ、蟲使いに浮揚装置で救助され、ナウシカによって駆けつけてきたクシャナに引き合わされる。墓所の光を浴びた為か憑き物が落ちたかのように野心や悪心は失せており、クシャナに王位の譲位と王国再建を託し、自分のようにならぬよう1人たりとも殺すなと忠告の末に落命。遺骸はクシャナの命令によりその場へ埋葬された。

3皇子（原、英: Three princes）
ヴ王の連れ子でクシャナの異母兄である3人の皇子の総称（クロトワが「（クシャナの）血を分けた兄達」と発言）。固有名称がない。ヴ王の命令で第2軍を率いて土鬼に侵攻する。3人とも父王に容貌がそっくりで、体型も皆同じ肥満体。3人とも宝石が一つ付いた輪状の冠を被る。映画には登場しないが、クシャナが「本国のバカ共」と存在を示唆する発言をしている。
第3皇子
3人の皇子の末子。イヤリングをつけている。賢い女（クシャナの母）と生意気な女（クシャナ）を嫌う。カボに船の奪取に来たクシャナと遭遇。これを妨害し、彼女を抹殺しようと試みるもクロトワの機転により失敗。そのまま逃げようとするが、船ごと蟲に襲われ死亡した。
第1皇子・第2皇子
ヴ王の長男と次男。絶えず2人で行動しており、外見では区別がつかない。戦況が不利になったため、兵を見捨てて先に本国へ逃げ帰ったが、理由をヴ王に問われた際、虚偽の報告や言い訳をしたため叱責され、国境の死守を命じられた。
その後、ヴ王とは別行動でシュワへ向かう際、土鬼のゴス山脈でナウシカと巨神兵に接触した。クシャナからは（第3皇子を含め）暗愚な小心者と言われているが（彼女は兄達は陰謀にだけは長けた者達とも発言）、本人達はナウシカに対し、「愚者を演じていなければ、殺されていた」と述べている。ナウシカと共に下記の庭の中に入り、庭園の主の精神操作によって以後庭に留まり続けることとなり、初めて穏やかで安らいだ表情を見せた。音楽と文学の深い知識があり楽器演奏の技術を持ち、庭に保管されていた旧世界の楽器（ピアノに似ているが皇子の言葉からすると、弦楽器と管楽器もついており、1人が鍵盤を担当し、もう1人が弦と管を担当する。1人で鍵盤だけを使い演奏する場面もある）を演奏する。その腕前は庭園の主も「仲々の腕だ」〔ママ〕と評価している。

王妃（原）
クシャナの母。固有名称がない。映画には登場しない。第3皇子が王妃のことを綺麗な女だったと発言。王妃自身が正統な王家の血を引くため、娘のクシャナのみが正統な王家血統者とされる。クシャナが幼い頃、3皇子の支持者に「心を狂わす恐ろしい毒」を飲まされそうになった際、身代わりにこれを飲み精神に異常をきたしてしまう。以来、人形をクシャナだと思い込み、本物のクシャナと会っても我が子とは認識できなくなった。これが元で、クシャナは父と兄達への復讐を誓うことになる。

クロトワ（英: Kurotowa）
声 - 家弓家正
クシャナ配下の軍参謀。腹心の側近でもある。27歳。軍大学院の修了者。原作の彼の発言によると、彼が額につけている宝石の一つ付いた飾りは、軍参謀の印である（映画も同じ物をつけている。原作と同じ理由かと思われる）。映画と違い、原作はイヤリングをつけている。ちなみに映画と違い、原作は若い貴族と思われる親衛隊（300人の小支隊）もイヤリングをつけている。
平民出身で、16歳の頃から船（飛行機）乗りだったため操船術に長けており、原作で彼の操る装甲コルベット（大型戦闘機）よりも機動力で勝るアスベルの操るガンシップと、対等に空戦を行う程の腕前である。反面、乗馬（トリウマに乗ること）は苦手としている。一兵卒から出世した士官として、兵からの人望も厚い。
庶民的な振る舞いが目立ち、実際、生い立ちからくる野心やしぶとさを身上としている。当然口も悪く、皮肉屋である。また、長い戦場経験から、人の死や不幸を自明のものとして気にかけない。
一方でどこかとぼけた男であり、数少ないコメディリリーフとしての役割も与えられている。
原作では、表向きは補佐役として、クシャナが風の谷からペジテ近くのトルメキア宿営地に戻った後、辺境作戦に派遣されたことになっているが、実際はヴ王から「秘石」の入手とクシャナの監視・抹殺を命じられていて、彼自身秘石の入手と彼女の抹殺を計画していた模様。クシャナ（及び親衛隊）が兄達の企みを見破っており、クシャナは彼が兄達か参謀総長に抹殺を命じられていると思っていたため（彼は兄達の企みの一部だけ知っていた）、ペジテ視察中や第2軍との合流を勧めた際には殺されかかっている。トルメキアの王都に戻っても、目的の成否に関わらず暗殺される可能性が高く、また事態がもはや王族の争いどころではなくなりつつあったことから、最終的にはクシャナに寝返った。以後は有能な右腕として行動を共にしている。時にはクシャナを蟲の急襲や第3皇子から救い、また自身が重傷を負った際には、逆にクシャナに庇われ一命を取り留める等、結果としてクシャナとは一種の相互補完的な関係になった。クシャナとナウシカが共に土鬼と戦った時には土鬼のトルメキア陣営で待機していた。酸の湖岸の宿営地を王蟲の群に襲わせるという土鬼軍の罠からクシャナと共に飛行機で脱出後、一度だけクシャナに対しいやらしいことを考える場面があった。墓所の上にガンシップで不時着したミトを、墓所の崩壊時土鬼の飛行ガメで救助した。
映画も同様にクシャナの側近として登場。クシャナと共に風の谷に来て、クシャナがペジテに向かった時には風の谷で代理を務めていた。飄々とした言動で付き従う様子を「狸」と評される。クシャナの命を狙う描写こそなかったが、成長が進む巨神兵を目の当たりにした際や、その直後に彼女の艦が撃墜されたとの報を受け事実上の最高指揮官となった際には、秘めていた野心をほのめかす独白をする。その後クシャナが生還したことで、その野心を「短い夢だった」と自嘲し、改めてクシャナの配下となる。

道化（原）
ヴ王のそばに常に寄り添う、小柄な宮廷道化師。固有名称がない。映画には登場しない。ヴ王や王族の言動に対しシニカルあるいは不敬ともとれる言葉を投げる。墓所と巨神兵が攻撃し合った際にはバカガラス内のまぐさ箱の中に隠れていたため、火焔に巻き込まれたバカガラスごと兵が焼け死んだ中、唯一生き残る。墓所の主の所までヴ王に随伴し、墓所の主の依り代にされるが生還する。今際の際のヴ王より、クシャナへの王位譲渡の証人に指名される。

おじさん（原）
第3軍士官。固有名称はなくナウシカから「おじさん」と呼ばれていた。映画には登場しない。初老の男性で、主に炊事や身の回りの世話をする非戦闘員。子供の頃に母親をなくし、妹を自らの手で育て上げた。その経験を生かし、ナウシカの保護した土鬼の子供2人の世話を、快く引き受けていた。しかし、土鬼軍との戦闘で飛行機が消失し、土鬼で合流した兵士を加えて2,000人の大所帯となったことで子供達の世話が困難になり、乳飲み子を失ったという土鬼のサジュ族の女性に小麦1袋と引き換えで子供達を託した。ちなみに、彼に子供達を託された直後の女性に、ナウシカが自分のイヤリングを渡し、子供達の世話を頼んだ（チヤルカの項を参照）。
第3軍から離れ、1人で旅立つことを決めたナウシカに焼きしめたパンを作って渡し、会話して見送った唯一の人物である。ちなみに、ナウシカは振り返らなかったため気づかなかったが、クシャナとクロトワと数人のトルメキア兵も彼女を見送った。

セネイ（原、英: Senaye）
第3軍士官。クシャナの忠臣。映画には登場しない。土鬼にあるトルメキア軍の最南端拠点サパタに派遣されていた。指揮官としても優秀で、司令部が状況を把握していないことを指摘し、全滅回避と第3軍再建の基礎を残す為に、将軍に撤退を進言した。クシャナの生存を知った時は感極まって涙を流していた。
土鬼軍の攻城砲破壊後カボへ向かったクシャナを、本隊撤退後もサパタで待っていたが、ナムリスが墓所から連れ出した12匹の内の数匹のヒドラ（不死の人造人間）の襲撃を受け無念の死を遂げた。

第3軍
クシャナ直属の部下。セラミックの重装甲と高い機動力を誇るトルメキア屈指の精鋭部隊で忠誠心も篤い。
原作ではクシャナの下を離れ、3皇子率いる第2軍にくり入れられた途端、不向きな拠点防衛にあてられる等、様々な災厄に襲われたため、当初6,000人程いた第3軍は最後は200人程にまでその数を減らしていた。

将軍（原）
固有の名称はなし。将軍の証と思われる宝石が一つ付いた頭飾りをつけている。映画には登場しない。3皇子率いる第2軍からサパタ駐留第3軍第1連隊の指揮官として送り込まれた人物。兵を捨て駒として扱い、兵を戦地に見捨てて自らは戦利品を持って逃げるような人物で、兵士からは「土鬼の出陣前の祈祷が終わる前に逃げ出す」「腰抜け」と陰口を叩かれ、クシャナの逮捕を命じた時は、誰も従おうとはしなかった。
クシャナと共にトリウマに乗って攻城砲破壊に出陣するが、攻城砲の零距離射撃を受け死亡した。

## 土鬼諸侯連合
土鬼（ドルク）諸侯国連合に属する人々。映画には登場しない。
ミラルパ（原、英: Miralupa）
神聖皇帝（皇弟）。常人より頭一つ分（場面によっては2倍程）背の高い男性で、100歳を超える長寿ながら沐浴等の化学的処置で長寿と若い姿を保っている。しかし、長時間外気に触れると急激に老化が進むため、普段は聖都シュワにある墓所にいる。その心は熱く冷たい憎しみに覆われており、「生きている闇」と評される。神聖語を扱うことができる。心を読み取り嘘を見抜くことができる他、念動の力で人を吹き飛ばす、幽体離脱を行いながら、念動の力で遠くの標的の心臓を握りつぶそうとする、ナムリスと念話で会話中に、人に心象を見せる力で彼にナウシカの顔を見せる等、極めて強力な超常の力を持つ。そのため、名目上は兄弟で皇帝を名乗っているものの、実際には皇兄ナムリスから実権を奪取している状態にある。
100年前には、ナウシカにそっくりな聡明な人物だったとされ、帝位について初めの20年は実権を奪われたナムリスさえも名君と認めるほど慈悲深い君主だったが、やがて愚かな民衆に絶望し、恐怖政治へと移行。圧政をしいていたが統治者としては有能で、才能のある者を貴賎を問わずに登用し、僧会を効率の良い官僚機構として扱っていた。本来墓所の主に仕える博士でさえ、ミラルパへの忠義の為に彼の死後、ナムリス暗殺を謀る等（暗殺に失敗したこの博士は、その後暗殺に使おうとした毒を飲まさせられ自殺）、配下からの忠誠は厚い。
マニ族僧正から、土王信仰に出てくる伝承の「青き衣の者」と重なるナウシカの存在を聞かされ、危機感を抱き抹殺しようと試みた。トルメキアの侵攻に対しては、短期決戦を狙って蟲や瘴気を兵器として用いたが、その末に大海嘯が起こり、国土の大半を腐海に飲まれてしまう。
老いと死を何より恐れており、幼少時のトラウマから肉体移植（ヒドラ化）を拒んだが、肉体が衰弱した所をナムリスにより謀殺された。死後は霊体となり、虚無に陥っていたナウシカの心の中に入り込む。最後は幽体離脱をしたナウシカとセルムに導かれ、ナウシカ達に涙や笑顔を見せる等彼女と和解したと思われる描写の後、腐海の尽きる所（青き清浄の地）で彼岸へと旅立っていった。

ナムリス（原、英: Namulith, Namulis）
神聖皇帝（皇兄）。弟ミラルパと違い超常の力を持たないため、物語開始当初は彼に実権を奪われている状態にあった。体が分解する恐怖を克服し、数度に渡る肉体移植により、若い姿を保ったまま不死に近いヒドラの体を得ている。普段は墓所にいる。超常の力は無いものの、身体能力と剣術による戦闘力は高く、土鬼皇帝親衛兵を歯牙にもかけないナウシカとも互角に切り結ぶ。
晩年のミラルパをも上回る冷酷な性格で、長年の虚無により狂気に支配されている。他人の命は元より自分の命にさえ執着を示しておらず、「その血をたぎらせず一生を終えること」だけを恐れる。巨神兵を最後の望みとしてトルメキアとの戦争を終わらせ、斜陽の人類の最後の砦を築こうとした。
ミラルパ存命中から実権はなかったものの、クシャナと面識があったり、土鬼の長老院の会合に出席する予定があったりする等、外交的・儀礼的な公務は行っていた。しかし、クシャナもナムリスが実権を有していない事は知っていた。また、クシャナとトルメキア語で会話している可能性がある。
ミラルパが戦争の為前線視察に赴いている間に墓所を制圧し、治療の為帰還した弟を謀殺して実権を取り戻す。その後12匹のヒドラを率いて、自ら出陣し、ヒドラにクシャナを捕縛させると、クシャナのトルメキア王位継承権と第3軍精鋭を持参金として、土鬼＝トルメキア二重帝国を目指して政略結婚を図った（鼻の下まで覆うヘルメットを被る彼に、クシャナが顔を見せよと言った時、寝室で見せると言った）。弟の手下である僧会の僧達を公開処刑し、眠る巨神兵を引き連れてトルメキアへ侵攻しようとするが、ナウシカの説得で諸侯が離反、土鬼の戦艦（大型飛行船）に乗り込んできた彼女と戦う。自らの苦悩や人間の虚無・矛盾についてナウシカに問い、ヒドラ達と共に追い詰めるが、その直後覚醒した巨神兵によって、体に重傷を負わされる。再反乱を起こしたクシャナに、墓所の主の存在を明かすも、生きたまま頭部だけをクシャナに引きちぎられる。それでもなお頭部だけの状態で生きていたが、共に墓所に向かう船上で、巨神兵が飛び立つ際の衝撃波（全身から放たれた光）に飛ばされ、大海嘯により腐海に飲まれた土鬼へと転がり落ちていった（頭部はその後死亡した模様。後にクシャナが彼の首から下の体を土鬼の人々に見せ、その死亡が確認された） 。

初代神聖皇帝（原、英: "First" Dorok Emperor）
ナムリスとミラルパの父。本名は不明。超常の力を持っていたとされる。かつては民衆の救済を願う少年であり、200年程前、偶然に庭園の主と会い、庭に古代の音楽と文学と動植物が残されている事を知り、写本と音楽に秀でていて、主を師と仰いでいた。後に庭園の主がナウシカに、彼女に似た少年が200年程前に庭に来たが、ある日「人間を救いたい」と書き残し、数匹のヒドラを連れて出て行ったと言ったのは彼のことである。どこからか降臨と称して土鬼に現れ、ヒドラ達と共にクルバルカ家から王権を奪った。肉体移植により長寿を保とうとしたが、何らかの異常により身体が分解して死亡した。ミラルパはその有様を目撃した事がトラウマとなり、移植による延命を拒む理由となっている。

チヤルカ（原、英: Charuka）
軍司令官。平民出身の僧兵であったが、優秀な者は登用する皇弟ミラルパに取り立てられたため、彼への忠誠心は強い。トルメキア第3軍が立て籠るサパタの包囲戦を指揮していた。クシャナらの襲撃による攻城砲全滅の責任を負って隠遁を申し出、軍法に従い司令官を解任されるが、その後も重用された。軍司令官及び軍使の為、サパタのトルメキア陣営に行った時、トルメキア語で兵士と会話した。ナウシカやチククとの出会いにより国土や国民を大海嘯から救おうとする。積んでいた粘菌が突然変異し乗っていた戦艦（チククの項を参照）が飲み込まれそうになり、粘菌を船ごと燃やす為自爆装置をナウシカと共に起動させた。その後メーヴェでナウシカやチククと共に燃える船から脱出後、不時着した際右腕を骨折したため、それ以後作中ではずっと添え木を当てた右腕を吊っている。死亡したと思われた際に僧会の幹部から「チヤルカを失ったのは皇弟様や我々にとって痛手となった」と言われ、ナムリスにも「（弟に忠誠心があり過ぎる為殺すのはやむを得ないものの）惜しい人物」と評されている。元々は僧兵上がりで超常の力を持たなかったが、前述の戦艦とは違う土鬼の飛行船にナウシカやチククと共に乗った後、その船に積んでいた粘菌まで変異しそうになるという緊急事態に陥った際、ナウシカと協力して対処する内に念話に開眼した。ミラルパに忠誠を誓いつつも、国と民の事を第一に考えミラルパに諫言も行う良心的な人物で、あらゆる実務で有能だが、職業柄恨みを買うこともある。土鬼の戦場でナウシカと最初に会った時、彼女のイヤリングを見た。戦場で彼女と別れた後、上記のおじさんの項の通り、子供達を連れた土鬼の女性と会い、ナウシカからイヤリングをもらったいきさつを聞き、イヤリングを譲り受ける代わりに、大金と子供達の為に名札を書いて渡した。前述の飛行船内で念話に開眼する前に、ナウシカにイヤリングを返した。この時、彼女は彼にお礼を言った後、イヤリングは母の形見だと告げた。壊れた墓所から帰ったナウシカを伝承の青き衣の者と呼んだ。

マニ族僧正（原、英: Elder of the Mani tribe）
マニ族の族長で、神聖皇弟より北上作戦の先遣隊として派遣されていた。固有名称がない。宗教上の理由から光を捨てた盲官である。王蟲の子を使い王蟲の群をおびきよせるという罠を仕掛け、酸の湖岸の宿営地にいるクシャナ軍を壊滅させたものの、群を止めたナウシカが古き伝承にある「青き衣の者」であると感じ、作戦を中断し帰還、神聖皇弟とマニ族に土鬼軍の作戦に自滅の危険性があることを説いた。ユパ達を逃がすために壮絶な最期を遂げるが、死後もナウシカを守った。その超常の力は神聖皇弟に並ぶほどで念話、念動の力を発揮した（彼の人に心象を見せる力で、ユパがナウシカの姿を見たと思われる場面がある）。ユパがクシャナを庇い土鬼兵達の刃を受けた直後に、僧正の霊体がユパの体に重なるように現れ、争いを止めた。神聖皇弟と同じく神聖語を扱うことができる。ナウシカが敬愛する人物。

ケチャ（原、英: Ketcha, Kecha）
マニ族のナウシカと同年代の娘で、エフタル語（当初は片言の男言葉、後に流暢だが荒っぽい女言葉になる）を解する。気性は激しく、土鬼の子供を虐待するトルメキア人を徒手武術で打ち倒す場面がある。僧正の死後、アスベルやユパと行動を共にする。当初は僧正を死に追いやったユパ達と対立していたものの、徐々に打ち解けていった。トルメキア人の抹殺を訴える過激な者が多いマニ族の中で、ナウシカや僧正、ユパ達と接してきたため、トルメキア人を嫌っているものの、無益な争いは避けるべきとの考えを持っている。最後にアスベルと親しい仲になるようだ。

チクク（原、英: Chikuku）
先の土鬼王朝であるクルバルカ家の末裔の、幼い少年。本名ルワ・チクク・クルバルカ。土鬼の砂漠の中（ナウシカが最初は沼、後にオアシスと呼んだ）で土着宗教の僧達（上人達）と共に暮らしていた。粘菌を積んだチヤルカの乗る戦艦が瘴気をまき散らしたせいでオアシスに蟲が来襲、腐海に没する危険があったため、ナウシカと共にメーヴェに乗って脱出し、以降は彼女と行動を共にする。メーヴェに乗っていたナウシカを土着伝承の「白い翼の使徒」と確信し慕っている。非常に強力な超常の力（念話（大勢の人に同時に念話を聞かせることも出来る（大勢の人に同時に心象を見せる力もある））を持っているが、幼さゆえに能力をもてあまし気味。人と接する機会が少なかったため、目上の人物に対しても敬語は使わず、安易に超常能力を用いてチヤルカを慌てさせることも多い。吹き矢と短刀を武器として操る。上記のマニ族僧正の項の通りに、僧正の霊体が現れ争いを止めた時、チククが超常の力で少し手伝った。ユパの死の直後に彼の方から友達になろうと言い、クシャナと友人になったようだ。成人後に土鬼の王になるようだ。フランス語でルワは「王」という意味。

上人（原）
ナウシカが敬愛する人物で、チククと共にオアシスに隠れ住んでいた土着宗教の僧達の唯一の生存者。固有名称がない。他の僧と共に、墓である祠の奥に暮らしていた。マニ族の僧正と同じく宗教上の理由から盲となっている。超常の力（念話能力）を持ち、最初にこの力を使いナウシカに話しかけた時は、チククの体を通して話した。ナウシカに、神聖皇帝と僭称する者が、どこからか降臨と称して土鬼に現れ王権を奪い、土着宗教まで奪い、邪教として多くの神像を破壊したことを話した。土着宗教の古い教えも聞かせた。ナウシカに大海嘯を止める手段を問われると、「滅びは必然であり、世界が生まれ変わる試練」と答えた。「優しく、猛々しい風」が来たのを確信すると同時に老衰で死亡。この後、ナウシカの前に出現する「虚無」が彼と同じ姿を取ったが、それは諦めが強く出たナウシカの心が作り出した幻影であり、上人の本性ではない。

## 森の人
腐海の住人の一派である所の、「森の人（英：Forest People）」と呼ばれる人々。映画には登場しない。
セルム（原、英: Selm）
「森の人」の長の息子で、蟲使いの血筋も含まれている。宝石が一つ付いた首飾りをかけている。父から腐海の異変を調べるために土鬼に派遣された。腐海の奥底からの旅の途中、腐海に墜落したユパ達を救い、ナウシカを導く。超常の力も持ちあわせている（念話、念動の力、幽体離脱、幽体離脱をしながら念動の力を出す）。ユパは、彼のまなざしがナウシカに似ていると思った。土鬼で起きた大海嘯の後、自身もナウシカも幽体離脱をしていない状態で、土鬼で会い、彼女に自分と一緒に腐海へ来てくれませんかと言った。彼女は「（そう言ってくれて）ありがとう。とてもうれしい」と言ったが、この時は腐海の外で生きることを選んだ彼女に断られた。

セライネ（原、英: Ceraine）
セルムの妹。シンプルな髪飾りとイヤリングをつけている。兄や仲間と共に旅の途中、腐海でユパ達を救った時にケチャと仲良くなっている。王蟲の群を単独で追うナウシカと土鬼で出会う。手先が器用で壊れていたナウシカのマスクを修繕した。セライネの発言によると、自身のマスクと交換し預かっていたケチャのマスクを改良していて、ケチャと砂漠近くの腐海で別れる時に彼女にマスクを返した。ケチャとの会話によると、セライネのマスクは、とび蟲の背中から出る香料を使い、いい香りがするという。

## その他
その他の、原作漫画にのみ登場するキャラクター。
オーマ（原、英: Ohma）
千年前に人類によって創造された、調停と裁定の神である巨人「巨神兵」の一個体。ペジテ市の地下で発見された骨格から、秘石を動かしたことで肉体の生成が始まったため、途中で秘石を外し成長が止まった後、破壊しようとしたが失敗した。後に土鬼軍が人工子宮を使って成長させた。秘石を持つナウシカを母親と認識し、彼女と共に墓所に行く途中、彼女から「無垢」を意味する「オーマ」と名付けられる。原作は超硬質セラミックの骨格と記載。寝食を取らない。原作第1話の冒頭文の「火の七日間」と呼ばれる戦争によって、都市群は有毒物質をまき散らして崩壊したという記載から、口と、額から放つ光線は、有毒であることを示唆している。また、体が不完全な上、腐っているオーマの掌中でしばらく過ごしたナウシカとテトも、体内からもれ出る毒の光の影響で急激に体調を崩し、下記の土鬼の庭に着く前にテトは死んでしまう。最初は念話を使うが、後に音声で話す。庭でナウシカと別れた後、シュワに1人で着き、下記の墓所に攻撃された直後に、反撃し、その後傷つき墓所を囲む空堀に落ちる寸前、遠くにいるナウシカに、壁に一筋の亀裂が入った墓所の様子を、超常の力を使い映像を送り、見せた。肩と背中に複数の突起を持ち、空を飛ぶ。ナウシカの指図で墓所の主を握りつぶした後、彼女に看取られながら息絶えた。

庭園の主（原、英: Master of the Garden）
土鬼の聖都シュワから東に約20リーグ離れた所にあり、上空を含む外からは（庭の端も含み）廃墟に見えるように偽装された集落に住むヒドラ。人工神。千年以上生きている。幽体離脱ができる。人に心象を見せることもできる。古代の音楽（古代の弦楽器と管楽器つきの鍵盤楽器を、トルメキアの皇子1人で楽譜なし、鍵盤だけで演奏する場面もあるが、皇子2人で古代の楽譜を見ながら、鍵盤、弦、管を使い演奏する場面がある）文学、古代の動植物 (人を乗せるほど大型の（動物のリーダーの）山羊（個体名ケスト) 等） 、科学文明が本格化する前の古代の型の風車を作る技術等と文化を伝えるため、科学文明消滅期に人類によって作られた庭を管理する。この庭は他にもいくつか存在するとナウシカは推測しており、汚れた人類と腐海が消滅し、世界が清浄に戻った後、その庭に伝えられる物を世界に戻す「種」の役割を担っている。穏やかな気質で命を奪うことはしないが、瞬時に人の心を探る能力を持ち、訪れた人の心に入り込み、悲しみや苦痛を忘れさせ呪縛してしまう。反面で残酷さも兼ね備え、意見の異なる者に対しては冷徹な問題提起を行う。決まった容姿を持たず、ナウシカの前に現れた際、最初は端正な顔立ちの男性だったが、次いで彼女の母に似た女性の姿となった。トルメキアの皇子達にトルメキア語で話しかけた様子。ナウシカとエフタル語で会話した。上空を含み庭（集落）には主の力による目に見えない結界が張られ、庭の中程の入り口の扉を壁に変化させ人が出られないようにすることが可能。また、入り口が壁の状態でも主の力により人が出られるようにすることも可能。結界の上空の飛行機を中にいる人が見ることは可能だが、音は聞こえない。庭の動物達は主の言う通りに客の世話をする。動物達は入り口または壁を通り人が出ようとするのを感じることができる。動物達は出ようとする人（ナウシカ）の前に立ちふさがったり、念話で話しかけ邪魔をしたり、主と会話したりする。庭の端の大木の根元にナウシカがテトを埋めた。庭の端の空気は薄い。庭の中程の空気は、古代と同じ組成で甘く強いため、客が慣れるまでは時間がかかり、主が客の体に何もしなければ、肺から血を噴き出して死ぬという。オーマと会う前からナウシカは少し体が弱っていた上、上記のオーマの項の通り体が一層弱った彼女だが、主が用意した薬湯を浴び食事をしたため、庭から出た彼女と再会した城オジと共にいた蟲使い達が、ずっと元気になったと発言。庭の中程には客の墓もある。庭の端に生えている植物は上空を含む外からも見えるが、蟲使い達が生命の気配が消されていると発言。主がナウシカに、昔庭に来た少年（後の土鬼初代神聖皇帝）が、ある日、自分や動物達の隙をつき、主に仕え庭で働く農夫のヒドラの内の数匹を連れて、出て行ったと言った。
ナウシカ（及び幽体離脱をしたセルム）が主との問答の末、現生人類及び腐海外の現生動植物が汚染された環境に適応できるよう人為的に改造された種であるという事実及び、腐海生物が人工生物である事実に気づき、真実を見極めるために墓所へ行くことを決意したナウシカから名前を告げられ、彼女を引き留めずに見送った。

墓所の主（原、英: Master of the Crypt）
浄化の神。千年前に人類によって多数創造された人工神の一つ。新たな人類の夜明けの為に世界の真実をひた隠し、現在の世界を司ってきた文字通り神たる存在。ナウシカが一度だけヒドラと呼んだ。
その実態はシュワの中心にある墓所の地下最深部に存在する球形の肉塊で、旧世界の高度な科学技術や腐海の秘密を守り続ける一種のバイオコンピュータ。腐海が消滅し世界が浄化されるまでの間、世界を司る役割を持つ。
人類の精神を読み取り・掌握する機能を持ち、会話が可能。ナウシカとヴ王が彼と会話していることから、様々な国の言葉で会話できる模様。一時的にヴ王と共にいた道化を依り代にしてナウシカ達と会話（道化の顔と庭園の主に似た顔が重なり、庭園の主と似ていると思われる声で会話）した（この時道化が口が勝手に動くと発言）。表面上は闖入者にさえ穏やかな態度で接するが、浄化計画を絶対のものと規定する都合上、計画の妨げとなると判断した人物には容赦なく精神の破壊を狙う。
世界に対して積極的な干渉はしないが、夏至と冬至の年2回、1行ずつ表面に千年前の古代文字を表示する。この文字は世界（科学文明）の成り立ち、生命（現生人類及び腐海外の現生動植物、腐海生物、ヒドラ及び巨神兵）の秘密を記したものであり、教団はこの文字を解読することで旧世界の技術を実現している。一方で文字の表示は腐海消滅までのリミットも示しており、全ての文字が出現した時、世界は浄化され腐海は滅びると語る。ナウシカ達に、表面に現生人類を元に戻す技術も記されてあるとも語る。
庭園の主とは好対照を成すものであり、科学文明の技術の全てを内に秘め、それに基づいた人類の再興を「希望」と位置付けている。一方で庭園の主からは「庭以外に価値あるものを残せなかった＝墓所は後世に残す価値のないもの」と酷評されており、世界再生に対する認識の違いが露呈している。
己の言葉に反発し計画を阻止しようとするナウシカ及びヴ王を危険人物とみなし、問答の末に彼女達を排除しようとするものの、幽体離脱をしたセルムに邪魔をされ、墓所の上にガンシップで不時着したミトに、主とつながる墓所の壁にオーマによりつけられた傷を再び攻撃され、ナウシカの指図で、空堀に落ちたオーマの光線により、墓所の地下の壁に穴を開けられ、内部に侵入された上に、主を握りつぶされ、墓所も共に崩れ落ちていった。

教団（原）
墓所を守り、歴代の土鬼王朝に科学技術を提供してきた集団の総称。正体は体をヒドラに置き換えて、自ら延命措置を施した科学者達であり、頭巾を被って顔を隠している。表舞台に出てくる博士達は、神聖皇帝との取り決めに従い僧会に提供された下人。彼らは自らを「墓所の主の下僕として中に住むことを許された選民」と語っている。選民思想が強く、墓所の主に従い、下人 (博士) を除いて世俗権力には上から物を言う傲慢な態度を取る。同時に墓所の主の為に働く自分達の行いは「絶対に正しい事」「絶対に失敗をしない」と信じて疑わず、歴代擁護者（神聖皇帝やクルバルカ朝）の没落・滅亡は彼らのミスで自分達は関係ないとしている。墓所が壊れかけた時に、ナウシカと共に墓所の中に入り、地下に行った彼女を1階で待っていた蟲使いが、墓所の中の科学者達に対して逃げるように促したが、彼らは墓所の主への忠誠心から、逃げる事を拒んで死んだ。